# Kungsporten, Göteborg
Kungsporten, även Söderport och Gamleport, var en stadsport på nuvarande Kungsportsplatsen i centrala Göteborg. Den var placerad mellan de närliggande bastionerna Gustavus Magnus och Johannes Dux. Byggnaderna var placerade mitt i nuvarande Östra Hamngatan, dit hörnet av Vallgatan pekar.

## Historik
Kungsporten var av trä mellan 1621 och 1653, därefter i sten samt ombyggd 1698. Eftersom man på 1640-talet tog hål i stadsmuren för att bygga en ny port i öster, Nye Port, så kallades den befintliga gamla porten mot söder för Gamle Port från 1644, år 1699 Söder Port och Konungsporten i huvudsak från 1670. Porthuset var en stor byggnad med en gång igenom, och fungerade som kontrollplats för folk och gods som skulle in i staden där en tullavgift togs upp. Portbyggnaden användes även som garnison för stadsvakten, och på andra våningen fanns ett häkte. Högra flygeln var högvakt för Göta artilleriregemente. Portens vaktstyrka kunde i slutet av 1600-talet uppgå till närmare 60 man, eftersom de också vaktade bastionerna och ravelinerna runtomkring.
Genom en vindbrygga bildades en kommunikationsled mot landsvägen åt söder, över ravelinen Prins Karl, som låg direkt utanför. Ritningen för den nya stadsporten gjordes av generalkvartermästaren Paul Ludvig Leijonsparre, en elev till fästningsingenjören Erik Dahlbergh, som år 1694 blivit utnämnd till generalkvartersmästare vid Göteborgs befästningar.
Kungsporten uppfördes på entreprenad av rådmannen Abraham Bruhn och Daniel Lander och kostade 17 963 daler silvermynt (kontrakt 13 september 1698). Porten stod helt klar 1704. En gammal beskrivning av porten säger att den varit "af en magnifiqve Structur af Bossagearbete med tienliga Zirater utstofferad och med åtskillige Logementer, såsom Corps de Guarder, Materialkamrar och Arrestantkamrar; förutan svåra fängelserum under Jorden, åfwan på är en myket skiön Althan, som är med koppar betäckt och garnerad med en Balustrade af jern".

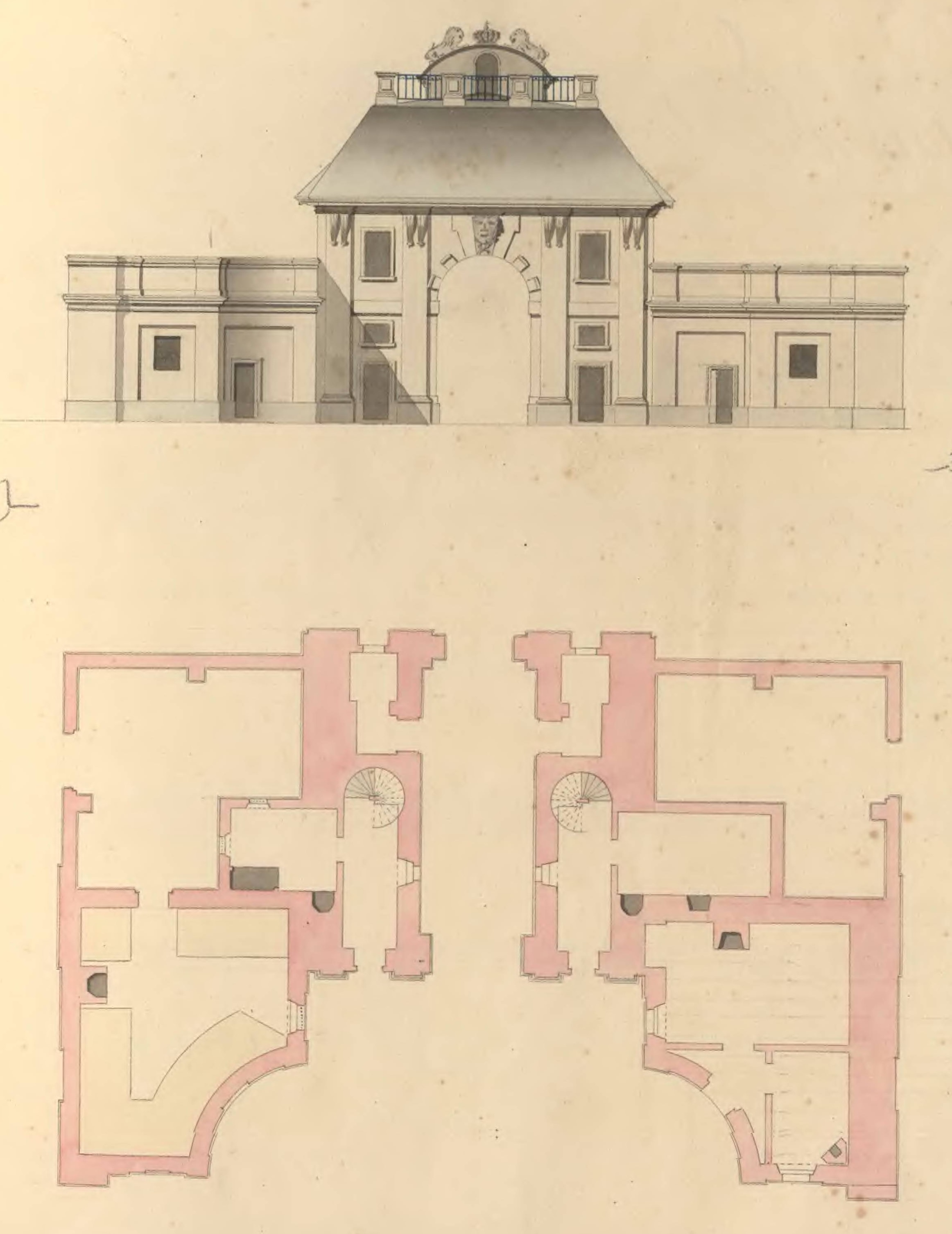
Kungsportens fasad mot staden, samt dess planlösning. (1820)

Från slutet av 1700-talet användes Kungsporten till förvaring av straffångar. Generaladjunkt Edenhjelm, som var kommendant i Göteborg, anmälde 1827 i ett brev till krigskollegium att det ofta uppstod tvister om underhållsskyldighet mellan kronan och staden. Denna gången lyckades man bli eniga om den fördelningen, men 1834 ansåg krigskollegium att reparationskostnaderna för en byggnad som inte längre användes för militära ändamål, blev för dyra. Genom kungligt brev av den 28 november 1835, befalldes att porten skulle säljas på offentlig auktion. Villkoren var bland annat att portens rivning samt platsens plantering och stensättning skulle bekostas och ombesörjas av köparen inom ett halvår från det datum då Kungl. Maj:t fastställde köpebrevet. Den 23 januari 1836 befalldes att fångarna skulle flyttas till Malmö, och den 23 mars 1836 såldes porten för 345 riksdaler banko till kopparslagaremästaren Carl Erik Lilja, med "lägenheter och väggfast inredning". Köpet fastställdes den 23 april 1836. Göteborgs borgerskap drabbades dock av dåligt samvete, ångrade sig och övertalade Lilja att låta staden ta tillbaka köpet. Porten skulle därmed få stå kvar, "i anseende till dess arketoniska värde." Men reparations- och underhållskostnaderna visade sig förskräcka, då stadsarkitekt Hagmans förslag gick löst på 11 934 riksdaler banko. Då stadsarkitekt Kaufmann tog vid, ansåg denne att byggnaden saknade värden som motiverade kostnaderna. Han ville istället riva och låta uppföra en springbrunn på platsen. Grosshandlare Sven Renström var en av dem som stred hårdast för ett bevarande, medan andra ansåg att porten "Numera liknade ett ugglenäste, vanpryder platsen på det högsta, och vore det således i både estetiskt och ekonomiskt hänseende önskvärt, att den raserades." I en resehandbok för den tiden, stod det om porten: "Såsom fästningsport är den onekligen vacker men står nu isolerad, ett abderistiskt spöke, ej passande till omgivningen. Och lärer dess rivning vara beslutad." Stadens drätselkammare fastslog definitivt den 4 december 1838 att porten skulle rivas - "i anseende till förut opåkallade, högst betydliga underhållskostnader." Rivningsmassorna från Kungsporten forslades bort som fyllnadsgods till Skeppsbrokajen, som tillsammans med Stenpiren – var den första kajen som anlades längs Göta älv i mitten på 1800-talet.
Det är efter denna stadsport som Kungsportsplatsen har fått sitt namn. De båda lejonfigurerna från portens krön finns numera i Göteborgs stadsmuseum.

### Om Kungsporten i Suecia antiqua et hodierna
Historiker är ibland tveksamma till bilderna i Erik Dahlberghs praktverk. Vissa byggnadsbilder baseras på förslag som aldrig utfördes, medan byggnader på andra bilder görs större och pampigare genom att rita omgivande människor och hästar i dvärgstorlek. Nedanstående verkliga uppmätning av Kungsporten från 1772, visar ändå en överensstämmelse med Erik Dahlberghs bild från tidigt 1700-tal.

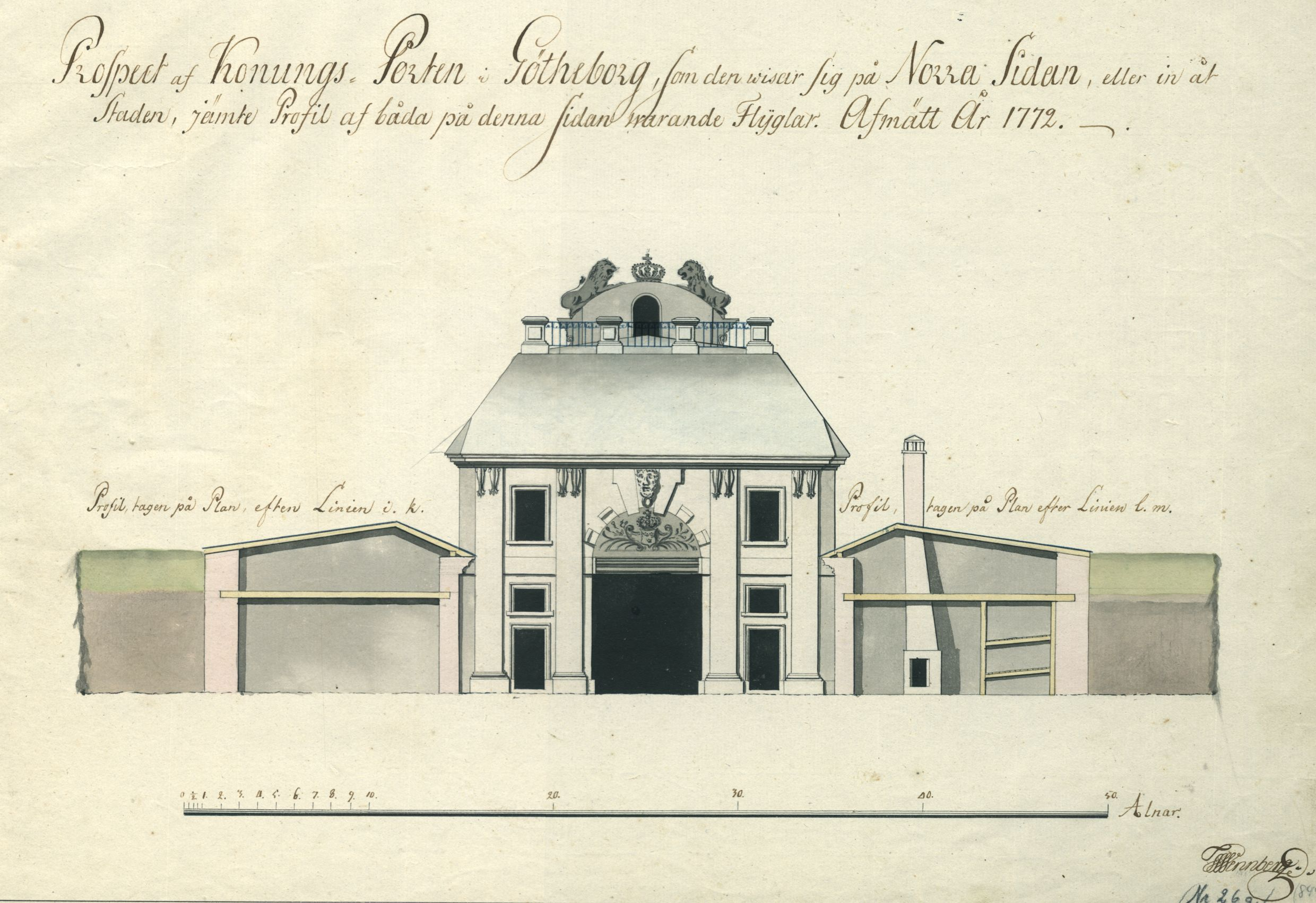
Ritning över Kungsporten sedd inifrån staden 1772. Flygelbyggnader runt porten, som sträcker sig mot betraktaren, är ritade i profil. Källa: Krigsarkivet
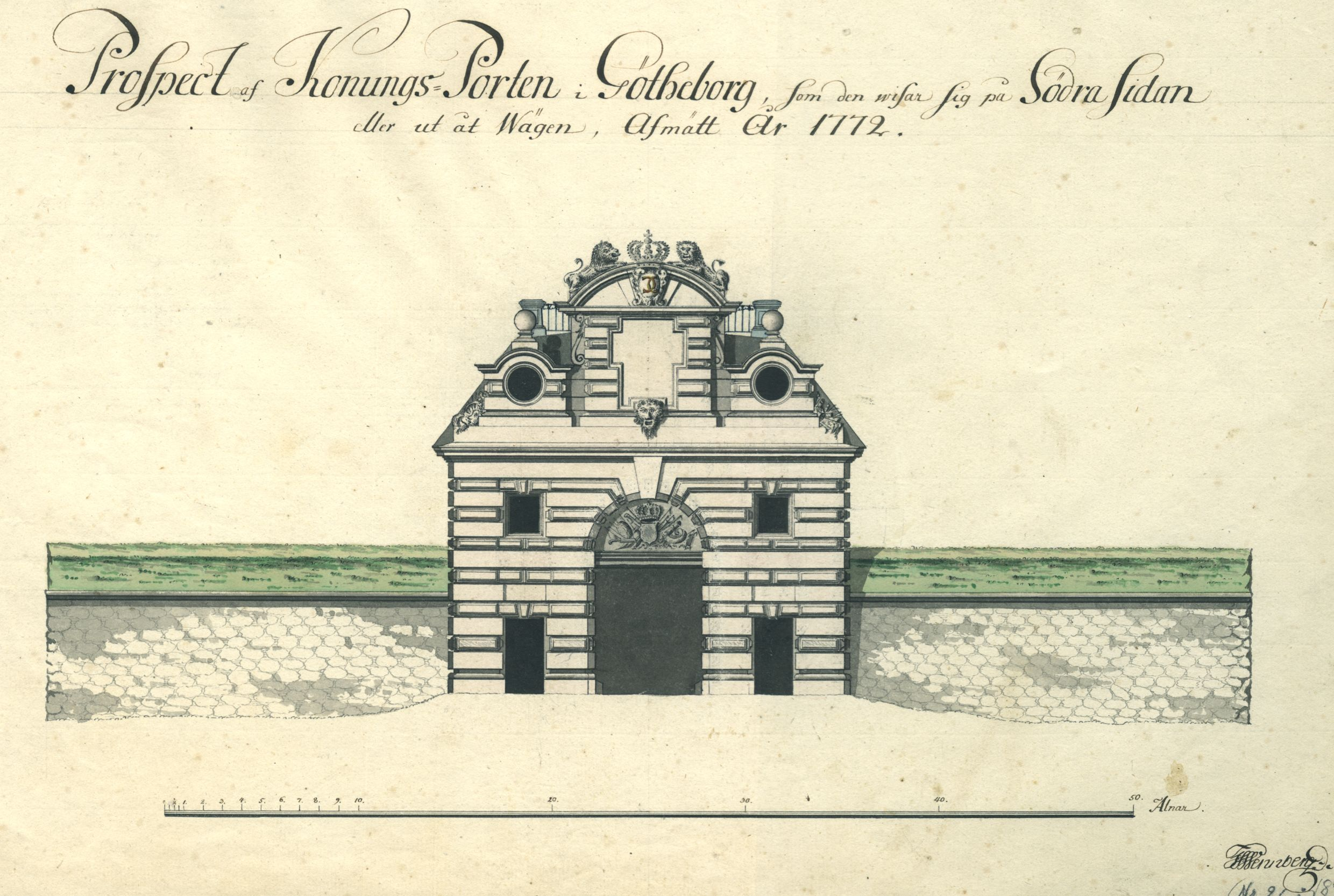
Ritning över Kungsporten sedd utifrån år 1772. Källa: Krigsarkivet